# Landeswappen Nordrhein-Westfalen (Plastik)

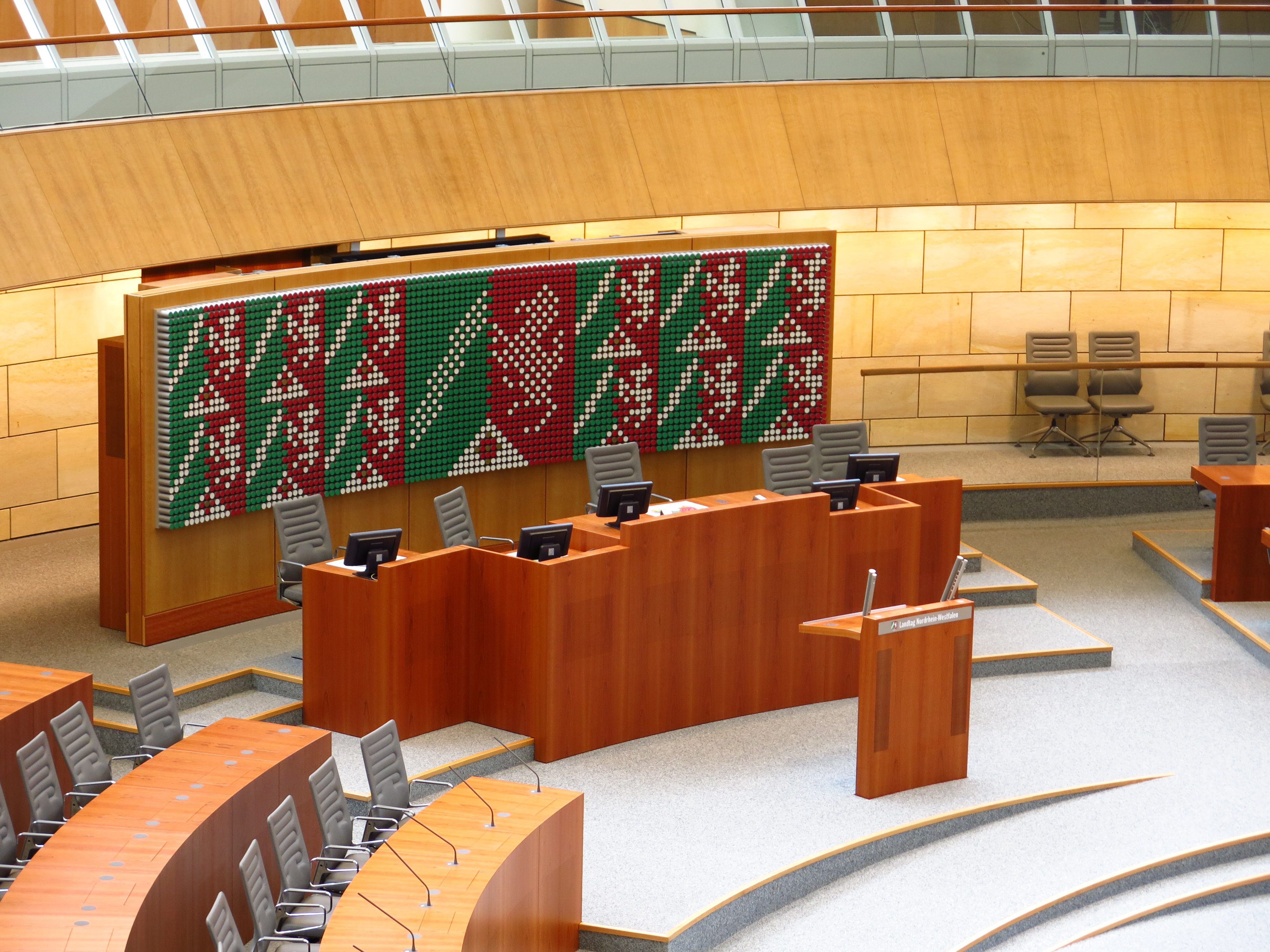
Landeswappen Nordrhein-Westfalen

Landeswappen Nordrhein-Westfalen ist der Titel einer Plastik von Ferdinand Kriwet. Sie wurde 1988 zur künstlerischen Ausgestaltung des Plenarsaals des Landtagsgebäudes Nordrhein-Westfalen geschaffen und gibt das Wappen Nordrhein-Westfalens seriell, abstrakt und verfremdet wieder.

## Erläuterung

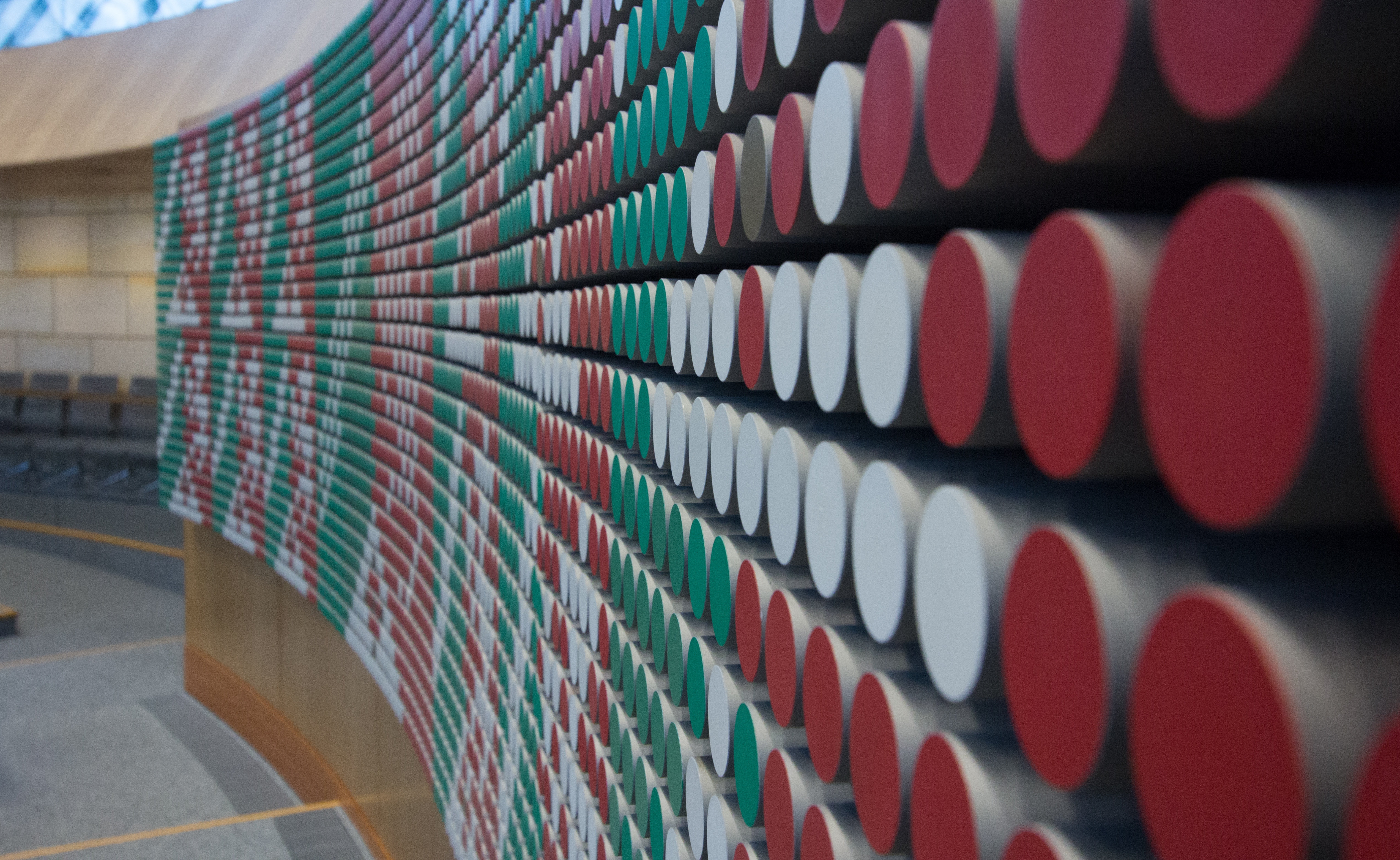
Farbpunkte der Plastik aus der Nähe und von der Seite

Die Plastik ist eine Auftragsarbeit zur Erfüllung der baukulturellen Verpflichtung des Bauherrn, Kunst am Bau zu schaffen, und steht in einer Reihe von Beispielen, die Rückseite von Parlamentspodien mit staatlichen oder nationalen Symbolen auszustatten.
Sie besteht zunächst aus einer unscheinbaren, 240 cm hohen und 605 cm breiten Platte, die an einer konkaven hölzernen Wand hinter dem Landtagspräsidium installiert ist. Auf dieser Platte sind insgesamt 3630 zylindrische Metallstifte aus Aluminium (30 × 121 Metallstifte) angebracht. Deren kreisförmigen oberen Schnittebenen sind in den nordrhein-westfälischen Landesfarben Rot, Weiß und Grün sowie in Gold (für Kelchblätter der Lippischen Rose) eingefärbt. Dadurch ergibt sich ein Punktraster aus insgesamt 3630 Farbpunkten. Die Farbpunkte, die an Pixel einer elektronischen Anzeigetafel denken lassen, ergeben in der Gesamtansicht 13 quadratische Darstellungen des Staatswappens des Landes Nordrhein-Westfalen in serieller Wiederholung, wobei in der Mitte ein großes annähernd quadratisches Wappen aus 930 Farbpunkten (30 × 31 Farbpunkte) und an den beiden Seiten je sechs quadratische Wappen aus je 225 Farbpunkten (15 × 15 Farbpunkte) angeordnet sind.

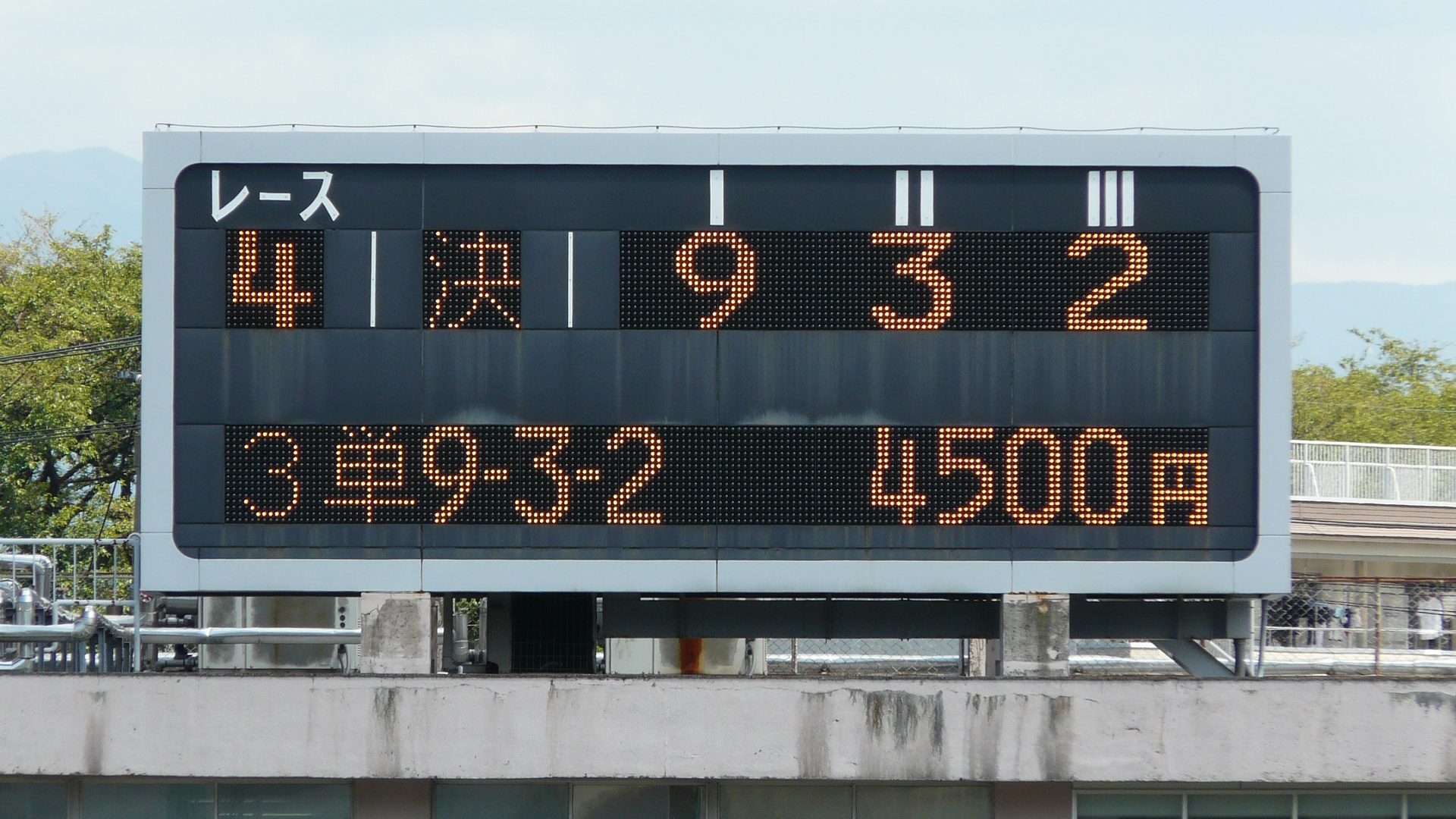
Pixel einer elektronischen Anzeigetafel in Japan

Wegen der begrenzten Zahl der Farbpunkte, mit der eine geringe Bildauflösung einhergeht, vermag es der Betrachter nicht, die heraldischen Elemente des Staatswappens – den Wellenbalken des Rheins, das Westfalenross und die Lippische Rose – wirklich klar zu erkennen. Die grobe Raster-Typografie der Plastik deutet sie – selbst für ein geübtes Auge – allenfalls abstrakt an. Für eine Person, die das Staatswappen in seiner herkömmlichen Darstellung nicht kennt, ist vielleicht noch nicht mal ein Wappen zu erkennen, sondern nur eine vierfarbige Punktraster-Grafik mit sich wiederholenden Strukturen. Aufgrund der Reduktion der figürlichen Darstellung, der Verfremdung des Wappens als einer bekannten Bildmarke und des Spiels mit den optischen Wirkungen eines Punktrasters erscheint das Werk in der Tradition von Op-Art und Pop Art (German Pop Art).     

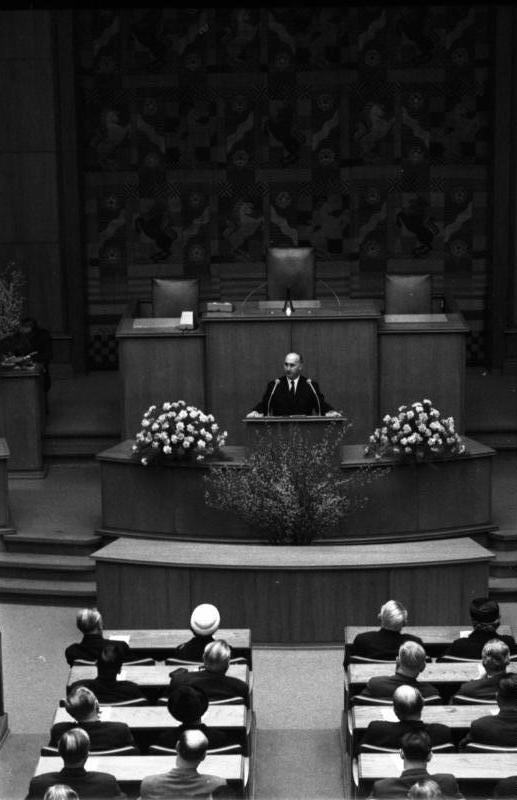
Ehemaliger Plenarsaal mit serieller Darstellung des Landeswappens auf dem Wandteppich von Immeke Mitscherlich (1965)

In der Darstellungsweise des Landeswappens bezog sich der Künstler auf den von der Bauhaus-Künstlerin Immeke Mitscherlich geschaffenen Wandteppich auf der Stirnseite des Plenarsaals des alten Landtags im Ständehaus Düsseldorf, der die heraldischen Landessymbole bereits seriell darstellte. Die Tapisserie hing dort von 1951 bis 1986 und bildete den Hintergrund von Fernsehübertragungen aus dem Landtag.
Ausdrücklich knüpfte der Künstler ferner an die strukturalistische Architektur des neuen Landtagsgebäudes an, deren Entwurfsprinzip die Reihung und Abwandlung gleicher Grundformen ist. Er erklärte außerdem, dass er ein fernsehtaugliches Gesamtbild entstehen lassen wollte, in dem Redner und Präsidium durch einen geeigneten Hintergrund herausgehoben werden.
Einige Kritiker interpretieren das Objekt, das ein Gesamtbild aus einzelnen Farbpunkten konstruiert, als eine gelungene künstlerische Analogie zum Meinungsbildungsprozess in der politischen Öffentlichkeit, in dem sich aus dem Zusammentreffen vieler Einzelmeinungen schließlich Meinungsbilder formen. Andere Kritiker beurteilen das Objekt als „heraldisch befremdend und ungenügend“ und als Ausdruck eines „gebrochenen Verhältnisses zu Staatssymbolen“.